# Världsmästerskapen i fäktning 1966
Världsmästerskapen i fäktning 1966 arrangerades mellan den 6 och 16 juli 1966 i Moskva i Ryska SFSR i Sovjetunionen. Det var den 20:e upplagan av världsmästerskapen i fäktning.

## Medaljörer

### Damer
| Gren                  | Guld | Silver                                                                           | Brons                                                                                                |
| Florett, individuellt | Tatjana Samusenko Sovjetunionen                                                                             | Aleksandra Zabelina Sovjetunionen                                                | Galina Gorochova SovjetunionenIldikó Bóbis UngernEcaterina Iencic Rumänien                           |
| Florett, lagtävling   | Sovjetunionen Tatjana Samusenko Aleksandra Zabelina Galina Gorochova Valentina Prudskova Diana Nikantjikova | Ungern Ildikó Bóbis Mária Gulácsy Paula Marosi Ildikó Újlaky-Rejtő Lídia Dömölky | Frankrike Marie-Chantal Depetris Brigitte Gapais Claudette Herbster Annick Level Catherine Rousselet |

### Herrar
| Gren                  | Guld                                                                                      | Silver                                                                                            | Brons                                                                             |
| Florett, individuellt | German Svesjnikov Sovjetunionen                                                           | Jean-Claude Magnan Frankrike                                                                      | Viktor Putjatin Sovjetunionen                                                     |
| Florett, lagtävling   | Sovjetunionen German Svesjnikov Viktor Putjatin Jurij Sjarov Jurij Sisikin Mark Midler    | Ungern Béla Gyarmati József Gyuricza Jenő Kamuti László Kamuti Sándor Szabó                       | Polen Egon Franke Adam Lisewski Ryszard Parulski Zbigniew Skrudlik Witold Woyda   |
| Sabel, individuellt   | Jerzy Pawłowski Polen                                                                     | Tibor Pézsa Ungern                                                                                | Zoltán Horváth Ungern                                                             |
| Sabel, lagtävling     | Ungern Péter Bakonyi Tibor Pézsa Tamás Kovács Zoltán Horváth Miklós Meszéna               | Sovjetunionen Umar Mavlichanov Nugzar Asatiani Mark Rakita Jakov Rylskij Eduard Vinokurov         | Frankrike Claude Arabo Jacques Lefèvre Serge Panizza Marcel Parent Bernard Vallée |
| Värja, individuellt   | Aleksej Nikantjikov Sovjetunionen                                                         | Claude Bourquard Frankrike                                                                        | Bohdan Gonsior Polen                                                              |
| Värja, lagtävling     | Frankrike Claude Bourquard Jacques Brodin Yves Dreyfus Jean-Pierre Allemand Yves Boissier | Sovjetunionen Vladimir Godzjijev Guram Kostava Hryhorij Kriss Aleksej Nikantjikov Jurij Smoljakov | Sverige Carl-Erik Broms Hans Lagerwall Lars-Erik Larsson Jan Skogh Carl von Essen |

## Medaljtabell
*   Värdland ( Sovjetunionen)
| Nr                  | Nation               | Guld | Silver | Brons | Totalt |
| ------------------- | -------------------- | ---- | ------ | ----- | ------ |
| 1                   | Sovjetunionen (URS)* | 5    | 3      | 2     | 10     |
| 2                   | Ungern (HUN)         | 1    | 3      | 2     | 6      |
| 3                   | Frankrike (FRA)      | 1    | 2      | 2     | 5      |
| 4                   | Polen (POL)          | 1    | 0      | 2     | 3      |
| 5                   | Rumänien (ROU)       | 0    | 0      | 1     | 1      |
| 5                   | Sverige (SWE)        | 0    | 0      | 1     | 1      |
| Totalt (6 nationer) | Totalt (6 nationer)  | 8    | 8      | 10    | 26     |